# Oxymeris suffusa
Oxymeris suffusa é uma espécie de gastrópode do gênero Oxymeris, pertencente a família Terebridae.